# Paco Yé
 (décembre 2019).
Paco Yé, né à Bobo-Dioulasso en 1962 et mort à Genève en 2002, est un musicien, percussionniste et danseur burkinabé. Il fait partie des pionniers des percussions ouest-africaines en Suisse.

## Biographie
Il est l'un des premiers membres phares du groupe Farafina, aux côtés de son fondateur, Mahama Konaté. 
Joueur de djembé et danseur, il permet à Farafina de devenir une formation importante sur la scène artistique internationale durant les années 80.
Le groupe est invité par les Rolling Stones à participer à l'enregistrement de Continental Drift. Ils enregistrent également Flash of the Spirit avec Jon Hassell en 1987 et Beauty avec Ryuichi Sakamoto en 1989. Ils rencontrent et travaillent avec Peter Gabriel ou encore Annie Lenox.
En 1987, naît sa fille Safi Martin Yé.
En 1988, Farafina fait l'ouverture du concert en hommage à Nelson Mandela à Wembley.
Paco Yé joue dans les deux enregistrements historiques du combo (Bolomakoté et Faso Denou sur Real World). A cette époque[Laquelle ?], Farafina participe à la diffusion des musiques africaines en Europe et à travers le monde.
Il meurt en 2002 des suites d'un accident de moto.

## Hommage
En 2011 sort le film documentaire Les Traces du caméléon réalisé par Krysia Dowmont qui est entièrement consacré à l'artiste.